# Bartolomeo Bona
Bartolomeo Bona (Nizza Monferrato, 4 ottobre 1793 – Firenze, 3 febbraio 1876) è stato un politico italiano, ministro e senatore del Regno.

## Biografia
Bona nacque a Nizza Monferrato, cittadina allora della provincia di Alessandria, oggi di quella di Asti.

Laureato in legge, entrò a vent'anni nella Magistratura raggiungendo rapidamente il grado di consigliere della Corte d'appello. Dopo essere stato deputato al Parlamento, venne fatto senatore nel 1854. Primo Segretario di Stato per gli Affari Interni, nella carriera amministrativa ben presto ebbe l'incarico di Intendente Generale delle Strade Ferrate allora create. Nel 1853 fu nominato Direttore Generale dei Lavori Pubblici, poi Segretario Generale dello stesso dicastero divenendone infine Ministro dal 19 novembre 1857 al 19 luglio 1859 sotto la presidenza di Cavour di cui godette la stima e l'amicizia.

Poco prima della battaglia di Solferino, servendosi dei trasporti ferroviari, in meno di ventiquattr'ore riunì sul campo l'esercito francese che la mattina era disseminato in vari punti del Piemonte e della Liguria. Dopo la vittoria, ottenne da Napoleone III il riconoscimento del sostanziale contributo alla vittoria francese grazie al perfetto funzionamento dei servizi ferroviari e telegrafici.
Dopo l'armistizio di Villafranca riassunse la Direzione Generale delle Strade Ferrate Statali che tenne fino al 1862 allorché fu nominato Direttore Generale della Società Italiana per le Strade Ferrate Meridionali, nata nel 1862. Si occupò pure di arte, scienze ed opere scientifiche. Instancabile lavoratore, dal carattere rigoroso, morì a Firenze il 3 febbraio 1876.

## Studi recenti
In occasione del 150° dell'Unità d'Italia, Bartolomeo Bona è stato oggetto di una ricerca su documenti conservati all'Archivio di Stato di Torino:
Patrizia Deabate, Bartolomeo Bona e il monumento a lui dedicato a Nizza Monferrato, in "Quaderni dell'Erca", Anno 17, n. 30 (Dic. 2010), p. 16-40.

## Riconoscimenti
- Nell'atrio arrivi della Stazione di Torino Porta Nuova vi è stato dedicato un busto, insieme a quello di Paleocapa (scienziato e politico), rispettivamente opera di Luigi Belli e di Odoardo Tabacchi.
- A Nizza Monferrato, sua città natale, gli sono state dedicate una via ed una statua situata in piazza G.Marconi